# Lichtenau im Waldviertel
Lichtenau im Waldviertel osztrák mezőváros Alsó-Ausztria Kremsvidéki járásában. 2025 januárjában 2028 lakosa volt. 

## Elhelyezkedése

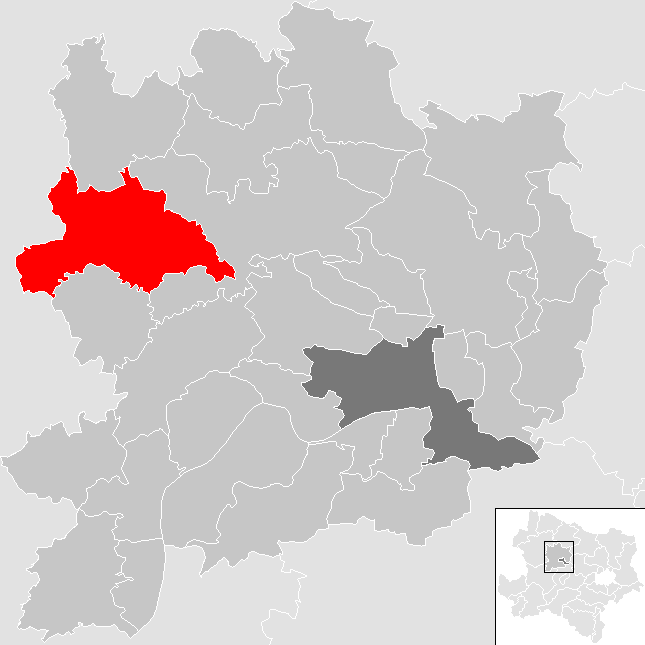
Lichtenau im Waldviertel a Kremsvidéki járásban

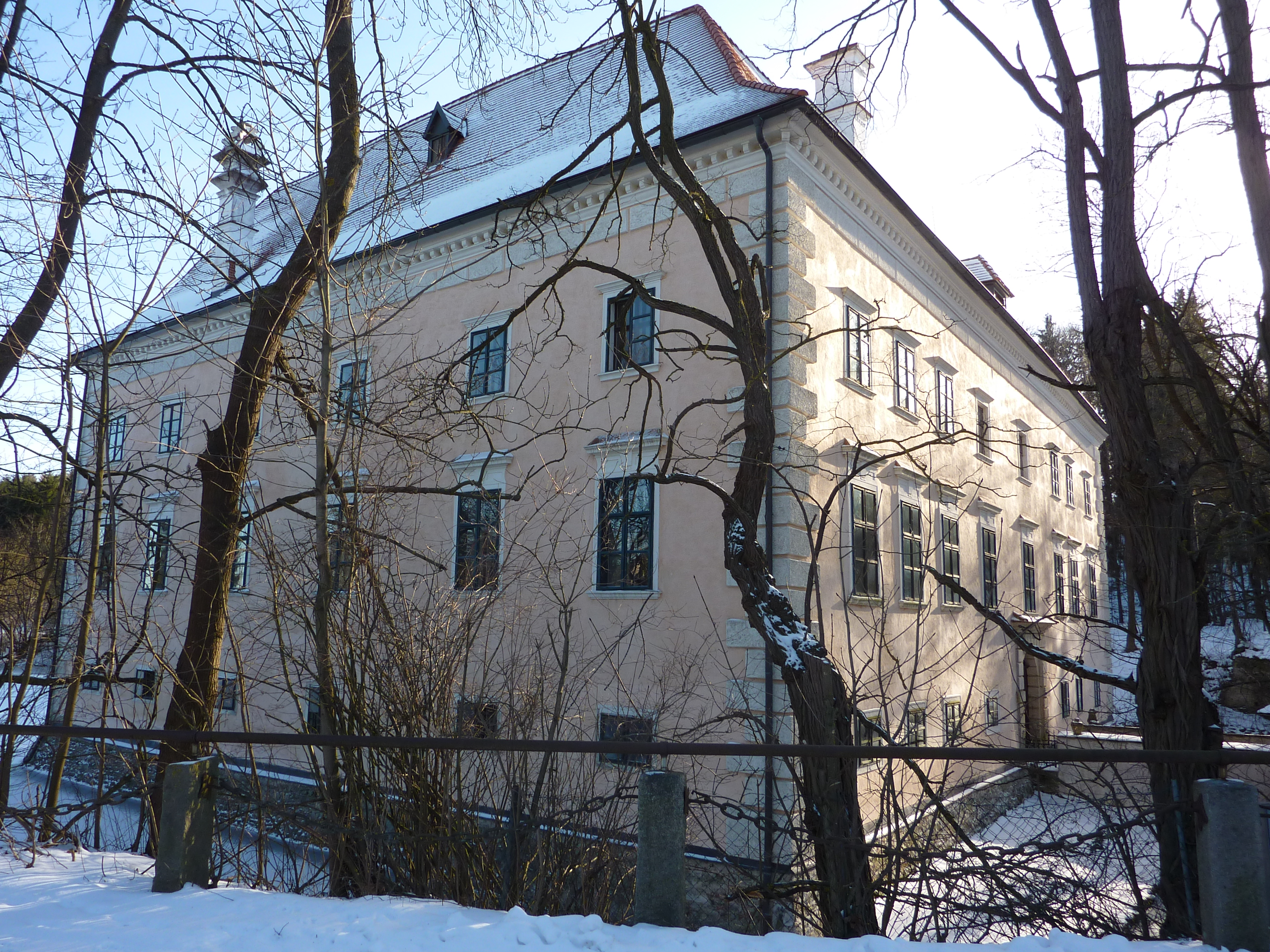
A brunni kastély

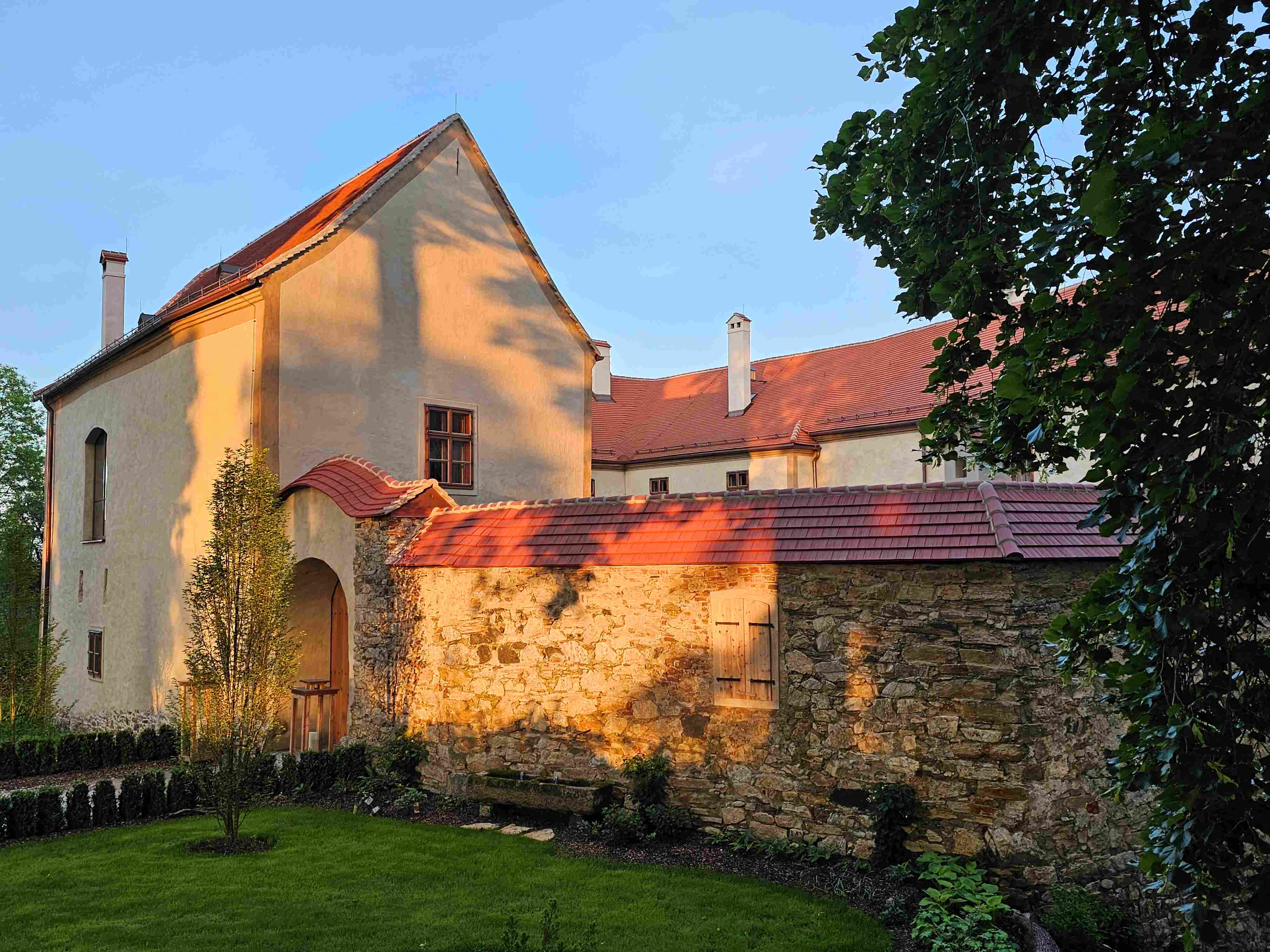
A lichtenaui kastély

Lichtenau im Waldviertel a tartomány Waldviertel régiójában fekszik. Területének 34,5%-a erdő, 60% áll mezőgazdasági művelés alatt. Az önkormányzat 18 települést egyesít: Allentsgschwendt (148 lakos 2025-ben), Brunn am Wald (124), Ebergersch (61), Engelschalks (27), Erdweis (65), Gloden (83), Großreinprechts (161), Jeitendorf (90), Kornberg (24), Ladings (51), Lichtenau (423), Loiwein (268), Obergrünbach (142), Pallweis (116), Scheutz (50), Taubitz (101), Wietzen (50) és Wurschenaigen (44).
A környező önkormányzatok: északra Rastenfeld, keletre Gföhl, délre Albrechtsberg an der Großen Krems, nyugatra Sallingberg, északnyugatra Waldhausen.

## Története
Lichtenaut 1101-ban említik először egy bizonyos Konrad von Lichtenau nevében. A falu és vára hercegi birtokok voltak. 1157-ben akkori tulajdonosa, Berthold von Lichtenowe a Babenbergek miniszteriálisa volt. A 15. században a Jaispitz és Kunstadt családok (1429-1509) voltak Lichtenau birtokosai, a 16. században pedig a Neideggerek. 1584-ben Lichtenau a Trautmannsdorf családhoz került, amely másik, Brunn am Wald-i uradalmához csatolta. 1812-ben az Ehrenfels bárók vásárolták meg. 1935-ben a lichtenaui kastélyt (amelyet a 16. században hoztak létre a középkori vár teljes átépítésével) leválasztották a Brunn am Wald birtokról, és a mai napig az Ehrenfels család magántulajdonában maradt.
Az önkormányzati mai formájában 1968-ban és 1971-ben alakult ki a szomszédos községek fúziójával. Címerét 1991-ben kapta. 

## Lakosság
A Lichtenau im Waldviertel-i önkormányzat területén 2025 januárjában 2025 fő élt. Lakosságszáma 1939 óta enyhén, de folyamatosan csökken. 2022-ben az ittlakók 97,7%-a volt osztrák állampolgár; a külföldiek közül 0,7% a régi (2004 előtti), 0,8% az új EU-tagállamokból érkezett. 0,8% egyéb ország polgára volt. 2001-ben a lakosok 96,5%-a római katolikusnak, 0,4% evangélikusnak, 0,1% ortodoxnak, 0,2% mohamedánnak, 2,2% pedig felekezeten kívülinek vallotta magát. Ugyanekkor a legnagyobb nemzetiségi csoportot a német anyanyelvűeken (98,8%) kívül a szerbek alkották 4 fővel.  
A népesség változása:

| 2016 | 2 061 |
| 2018 | 2 049 |

## Látnivalók
- a lichtenaui kastély
- a Brunn am Walde-i kastély
- a lichtenaui Szt. Egyed-plébániatemplom
- a großreinprechtsi Szt. Vitus-plébániatemplom
- a loiweini Keresztelő Szt. János-plébániatemplom